# Thomas Jefferson Building
Das Thomas Jefferson Building ist ein Gebäude der United States Library of Congress in  Washington, D.C.
Das Thomas Jefferson Building ist das älteste der vier Gebäude der Library of Congress und befindet sich in der First Street SE zwischen der Independence Avenue und der East Capitol Street NE in Washington, D.C. Es wurde zwischen 1890 und 1897 erbaut und war ursprünglich als Library of Congress Building bekannt. Das Gebäude im Beaux-Arts-Stil ist bekannt für seine klassizistische Fassade und die aufwändig dekorierten Innenräume. Der Hauptarchitekt des Gebäudes war Paul J. Pelz, zunächst in Zusammenarbeit mit John L. Smithmeyer, der in den letzten Jahren des Baus von Edward Pearce Casey abgelöst wurde. Das Gebäude wurde 1965 zum National Historic Landmark erklärt.

## Design

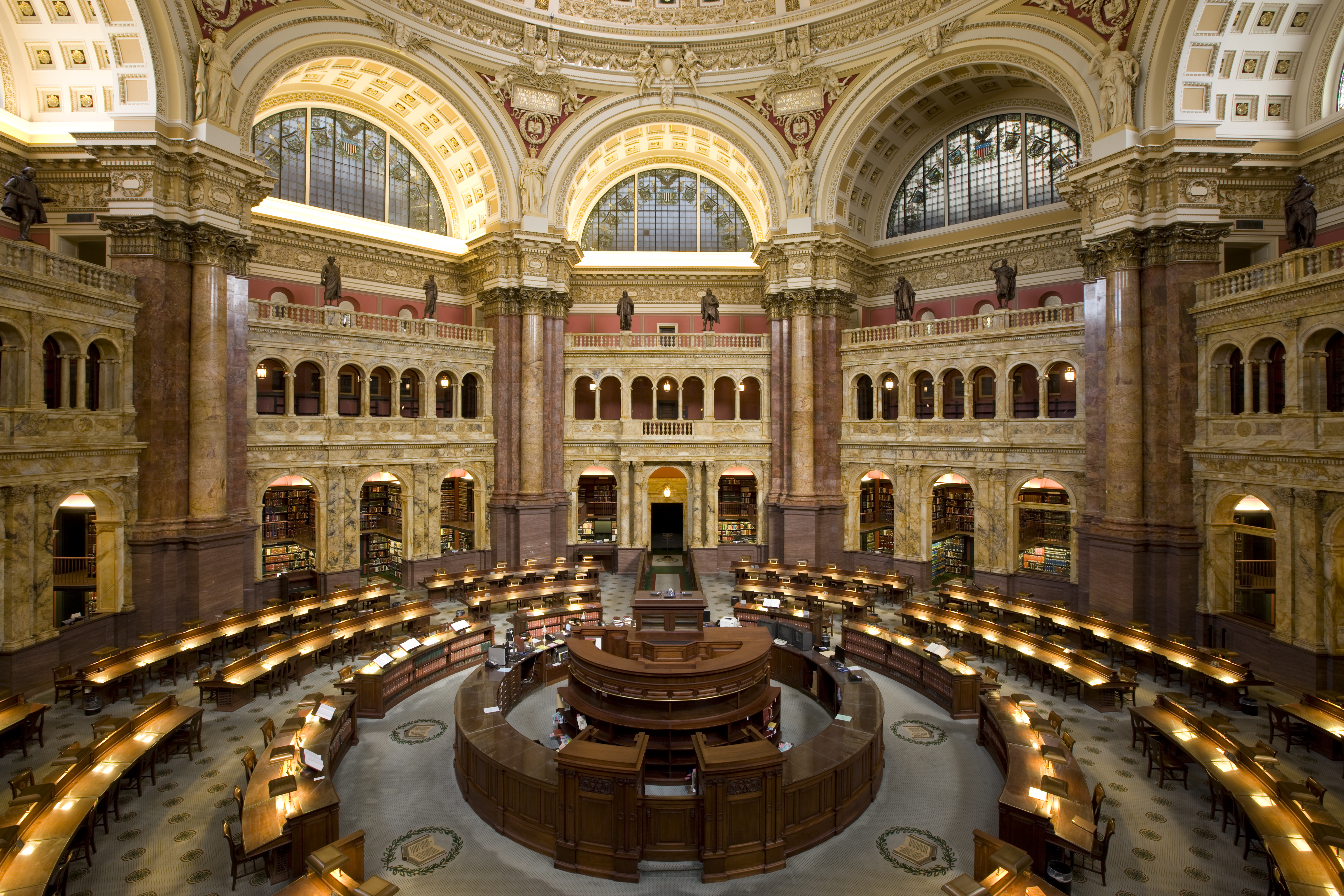
Hauptlesesaal

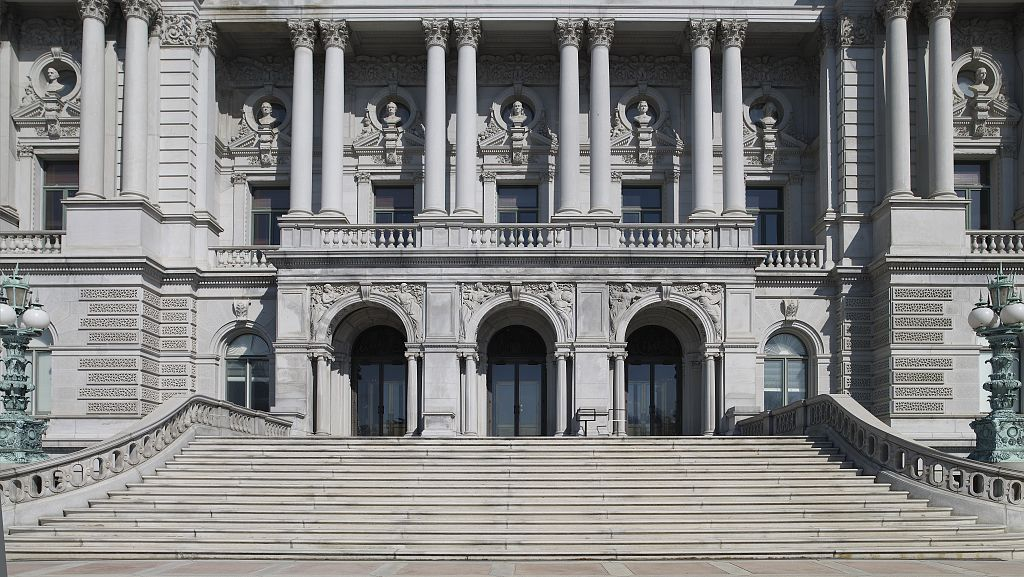
Blick auf die Zufahrten von der Westfassade des Thomas-Jefferson-Gebäudes

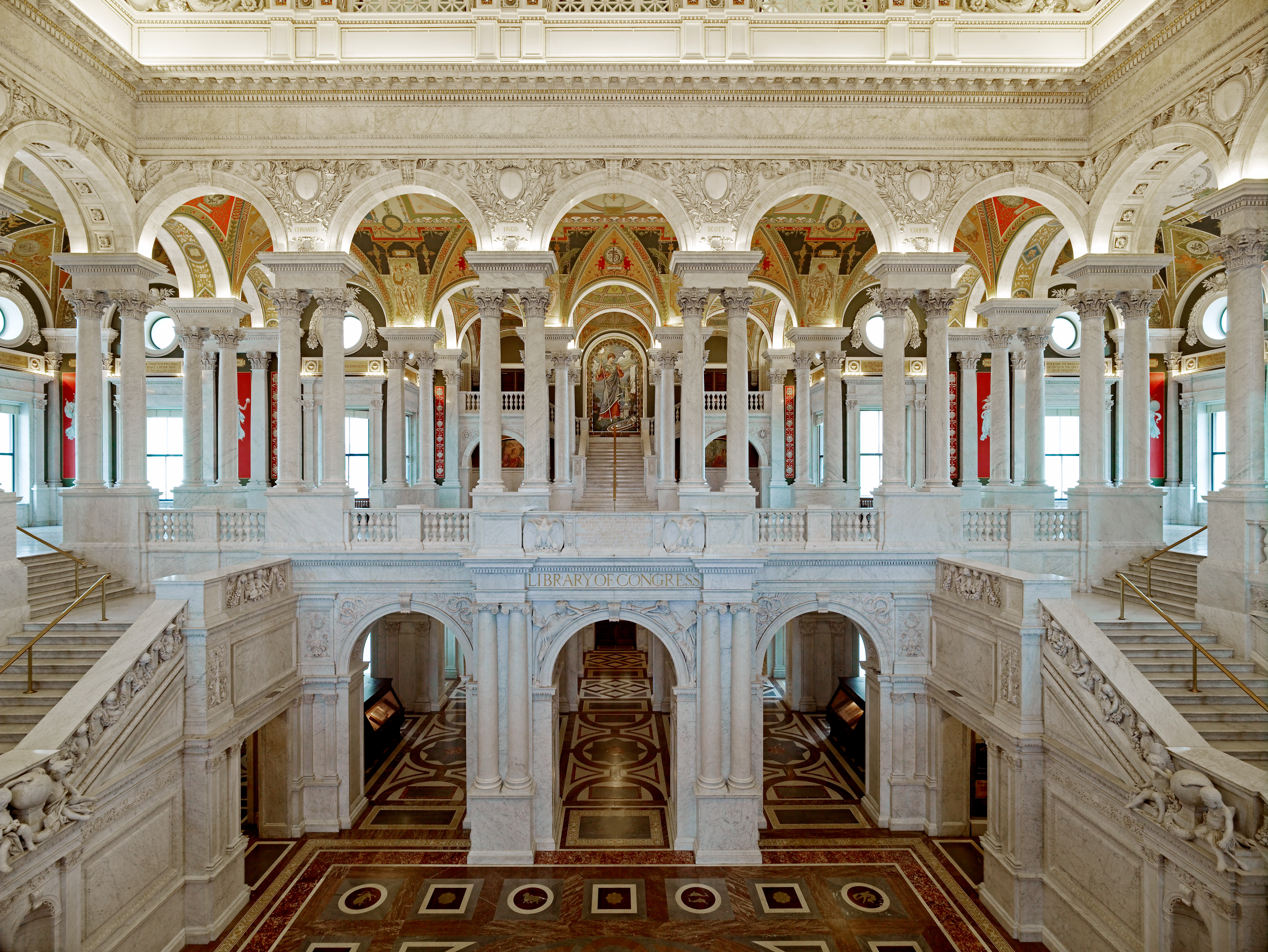
Die Große Halle, Blick auf das erste und zweite Stockwerk, mit Minerva-Mosaik im Hintergrund

John L. Smithmeyer (1832–1908) und Paul J. Pelz (1841–1918) gewannen 1873 den Wettbewerb für die Architekturpläne der Bibliothek. Der Beginn des Projekts verzögerte sich durch Debatten im Kongress bis zu einer Abstimmung im Jahr 1886. Im Jahr 1888 wurde Smithmeyer entlassen und Pelz übernahm die Leitung des Projekts. Pelz selbst wurde 1892 entlassen und durch Edward Pearce Casey (1864–1940) ersetzt, den Sohn von Brigadegeneral Thomas Lincoln Casey (1831–1896), den Chef des U.S. Army Corps of Engineers, der zu dieser Zeit für den Bau des Gebäudes verantwortlich war.
Während Smithmeyer maßgeblich an der Auftragsvergabe beteiligt war, scheint Pelz der Hauptgestalter des Gebäudes gewesen zu sein und den Großteil der Außenarbeiten überwacht zu haben. Casey wird die Fertigstellung der Innenräume und die künstlerische Aufsicht über das einzigartige Dekorationsprogramm des Gebäudes zugeschrieben. Die Bibliothek wurde 1897 der Öffentlichkeit zugänglich gemacht und 1898 fertiggestellt.
Das Thomas Jefferson Building, das einige der reichhaltigsten öffentlichen Innenräume der Vereinigten Staaten zu bieten hat, ist ein Kompendium der Arbeiten klassisch ausgebildeter amerikanischer Bildhauer und Maler der amerikanischen Renaissance, in Programmen mit symbolischem Inhalt, die den Fortschritt der Zivilisation zeigen, verkörpert in den Großen Männern und gipfelnd in der amerikanischen offiziellen Kultur des Gilded Age. Die Programme entwarf in vielen Fällen der Bibliothekar des Kongresses, Ainsworth Rand Spofford.
Der zentrale Block ist im weitesten Sinne mit dem Palais Garnier in Paris vergleichbar, einem ähnlich ehrgeizigen Ausdruck des triumphalen kulturellen Nationalismus im Beaux-Arts-Stil, der auf der Weltausstellung in Chicago 1893 triumphierte. An der Außenseite wurden skulpturale Porträtköpfe, die als typisch für die Völker der Welt galten, als Schlusssteine an den Fensterbögen des Hauptgeschosses angebracht. Der Portikus im zweiten Stock des Haupteingangs, der dem US-Kapitol zugewandt ist, zeigt neun prominente Büsten großer Männer, die von Ainsworth Rand Spofford gemäß den Idealen des Gilded Age (nicht zu verwechseln mit dem Goldenen Zeitalter), ausgewählt wurden. Von links nach rechts, wenn man auf das Gebäude blickt, sind es Demosthenes (an der Portikus Nordseite), Ralph Waldo Emerson, Washington Irving, Johann Wolfgang von Goethe, Benjamin Franklin, Thomas Babbington Macaulay, Nathaniel Hawthorne, Walter Scott sowie Dante Alighieri (an der Portikus Südseite).

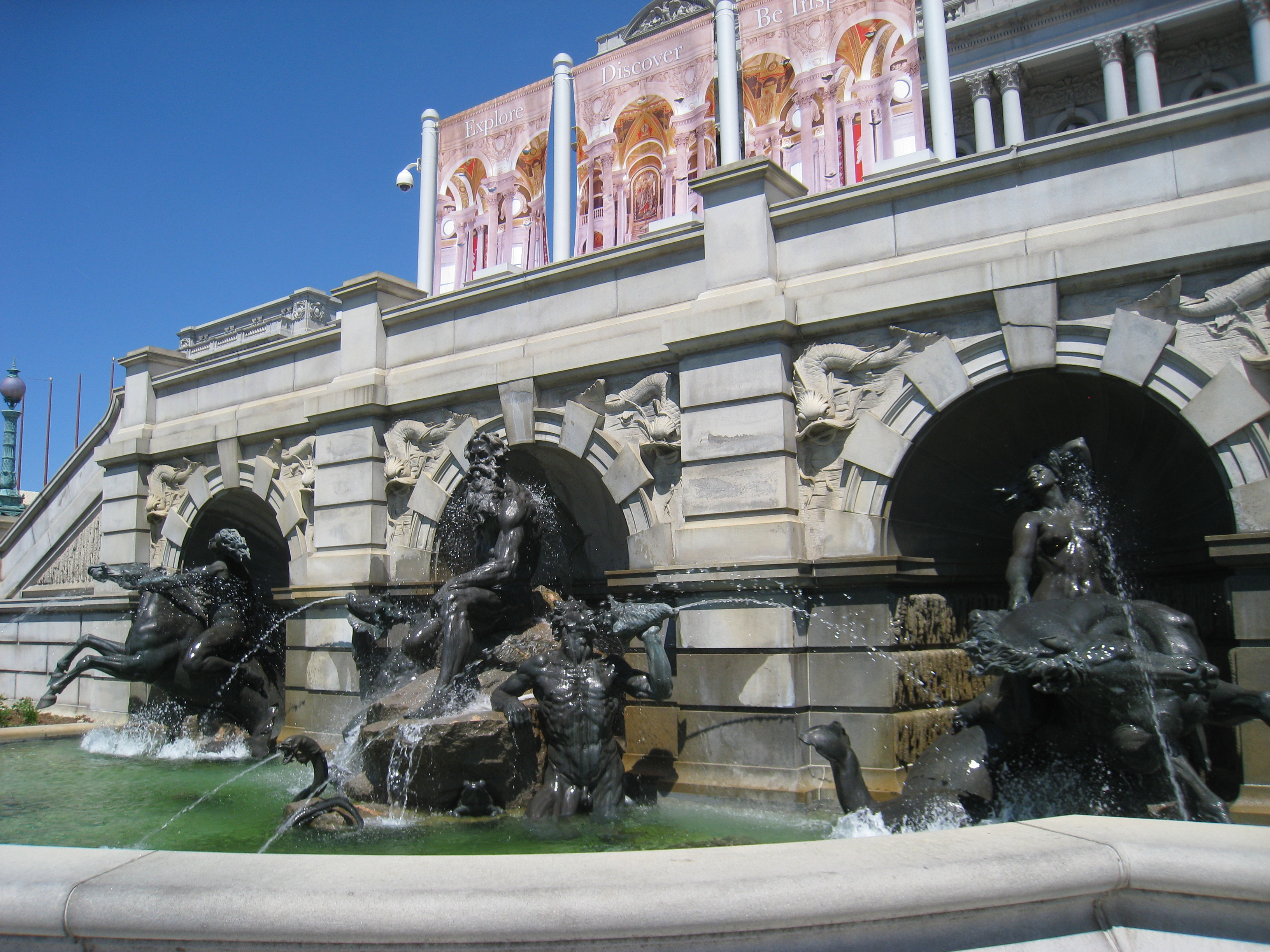
Der Neptunhof-Brunnen von Roland Hinton Perry am Thomas Jefferson Building der Library of Congress.

Die ausführenden Bildhauer waren Herbert Adams (1858–1945), Jonathan Scott Hartley und Frederick Ruckstull. Der Neptunhof-Brunnen (englisch Court of Neptune Fountain) in der Mitte der Eingangsfront ist mit dem Trevi-Brunnen zu vergleichen; sein Bildhauer war Roland Hinton Perry (1870–1941). Die ursprünglich vergoldete Kupferkuppel wurde bei der Fertigstellung des Gebäudes kritisiert, da sie zu sehr mit dem nationalen Kapitol konkurriere.

## Geschichte

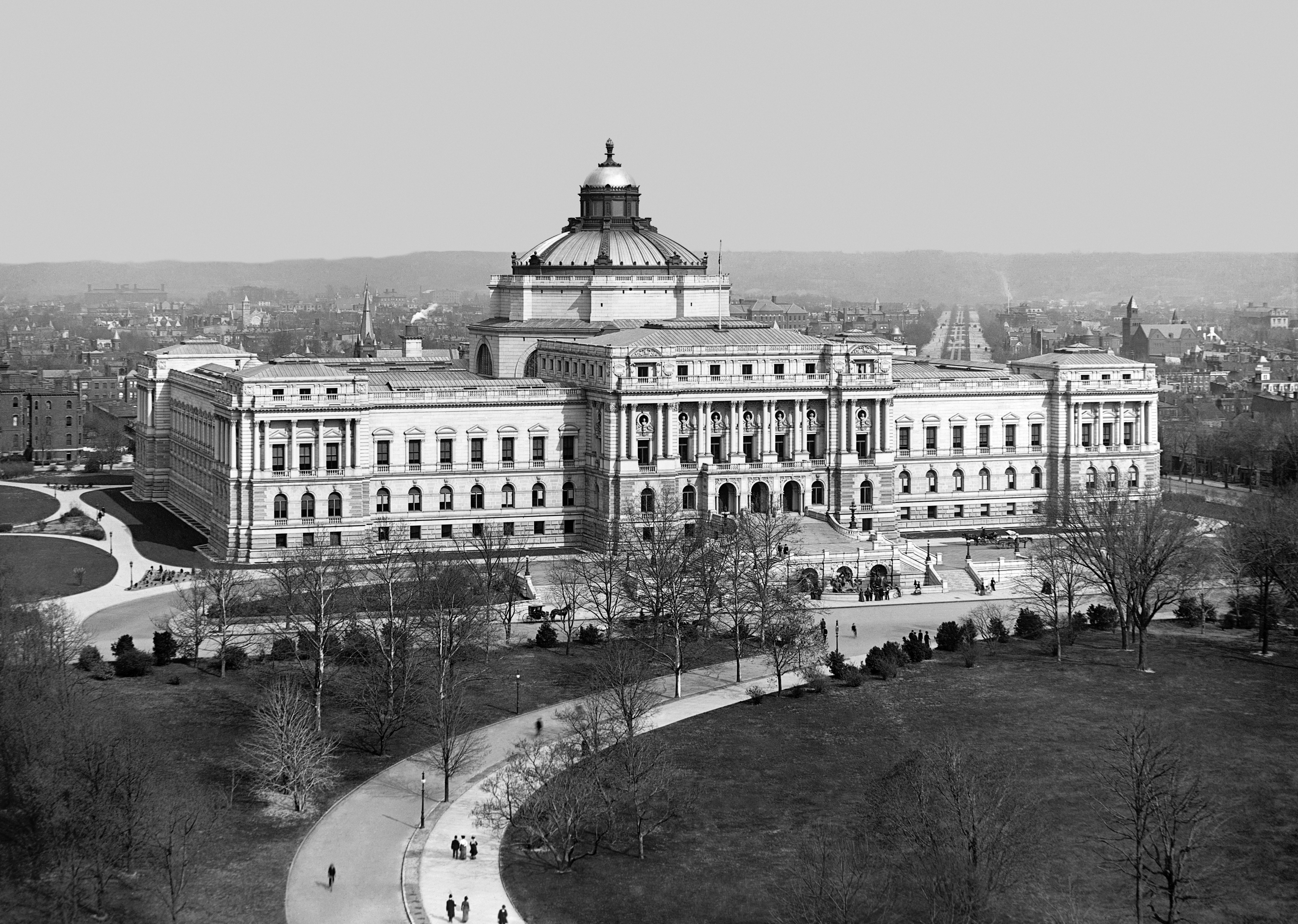
Library of Congress (um 1902)

Da sie mehr Platz für ihre wachsende Sammlung benötigte, schlug die Library of Congress unter dem Bibliothekar Ainsworth Rand Spofford dem Kongress der Vereinigten Staaten den Bau eines neuen Gebäudes vor, das speziell als amerikanische Nationalbibliothek dienen sollte. Zuvor war die Bibliothek in einem Flügel des Kapitols der Vereinigten Staaten untergebracht.
Das neue Gebäude wurde zum einen wegen des wachsenden Kongresses benötigt, zum anderen aber auch wegen des Copyright-Law der Vereinigten Staaten von 1870, das alle Antragsteller von Urheberrechten dazu verpflichtete, zwei Exemplare ihrer Werke an die Bibliothek zu schicken. Dies führte zu einer Flut von Büchern, Broschüren, Karten, Musik, Drucken und Fotografien. Spofford war maßgeblich an der Verabschiedung dieses Gesetzes beteiligt gewesen.
Nachdem der Kongress 1886 den Bau des Gebäudes genehmigt hatte, dauerte es 11 Jahre, bis es fertiggestellt war. Das Gebäude, das am 1. November 1897 für die Öffentlichkeit zugänglich gemacht wurde, stieß auf breite Zustimmung und wurde umgehend als nationales Denkmal betrachtet. Der Name des Gebäudes wurde am 13. Juni 1980 zu Ehren des ehemaligen US-Präsidenten Thomas Jefferson geändert, der eine Schlüsselfigur bei der Gründung der Bibliothek im Jahr 1800 war. Jefferson bot dem Kongress im September 1814, einen Monat nachdem die Briten das Kapitol im Krieg von 1812 niedergebrannt hatten, den Verkauf seiner persönlichen Büchersammlung an.

## Büchertransportapparat

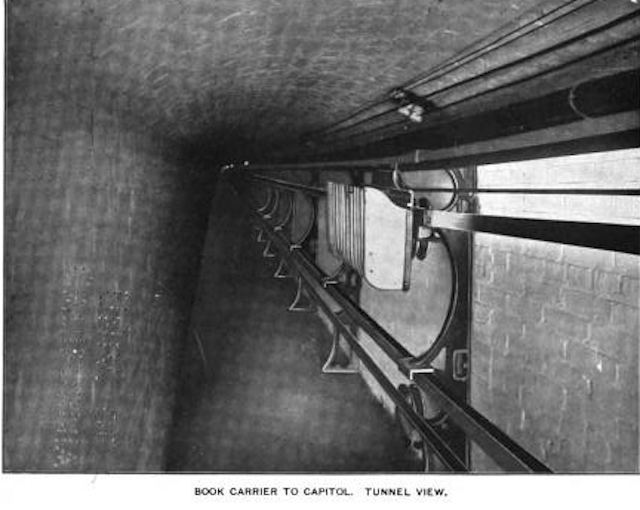
Inneres des Buchtunnels

Vor den 2000er Jahren war das Jefferson-Gebäude durch einen eigens dafür gebauten Büchertunnel mit dem Kapitol-Gebäude verbunden, in dem ein elektrischer „Büchertransportapparat“ untergebracht war, der Bände mit einer Geschwindigkeit von knapp 11 km/h zwischen den beiden Gebäuden transportieren konnte. Ein Teil des Büchertunnels wurde entfernt, um Platz für das unterirdische Capitol Visitor Center zu schaffen, das 2008 eröffnet wurde.

## Pagen-Schule des Kapitols
Die Pagen des Senats, des Repräsentantenhauses und des Obersten Gerichtshofs der Vereinigten Staaten besuchten früher gemeinsam die Schule für Pagen im Kapitol, die sich im Dachgeschoss über der Großen Halle befand. Nach der Trennung der Programme (und der Schließung des Pagenprogramms des Obersten Gerichtshofs) wurden die Schulen getrennt. Die Senatspagen besuchen nun die Schule im Keller ihres Wohnheims. Das Hauspagenprogramm wurde im August 2011 geschlossen. In einer kleinen Suite in der nordwestlichen Ecke des Dachgeschosses befindet sich weiterhin das offizielle Büro des Poet Laureate der Vereinigten Staaten.

## Coolidge Auditorium
Im Elizabeth Sprague Coolidge Auditorium, das im Oktober 1925 eröffnet wurde, fanden bisher mehr als 2000 Konzerte statt, vor allem mit klassischer Kammermusik, gelegentlich aber auch mit Jazz, Volksmusik und Sondervorstellungen. Bei einigen Aufführungen wird die umfangreiche Sammlung von Musikinstrumenten und Manuskripten der Bibliothek genutzt. Die meisten Aufführungen sind kostenlos und für die Öffentlichkeit zugänglich. Elizabeth Sprague Coolidge war eine wohlhabende Kunstmäzenin und nicht verwandt mit Calvin Coolidge, der zufälligerweise zur Zeit der Errichtung des Coolidge-Auditoriums Präsident der Vereinigten Staaten war.

## Kunst
Mehr als fünfzig amerikanische Maler und Bildhauer schufen Auftragswerke für das Thomas Jefferson Building.

Kunst im Thomas Jefferson Building
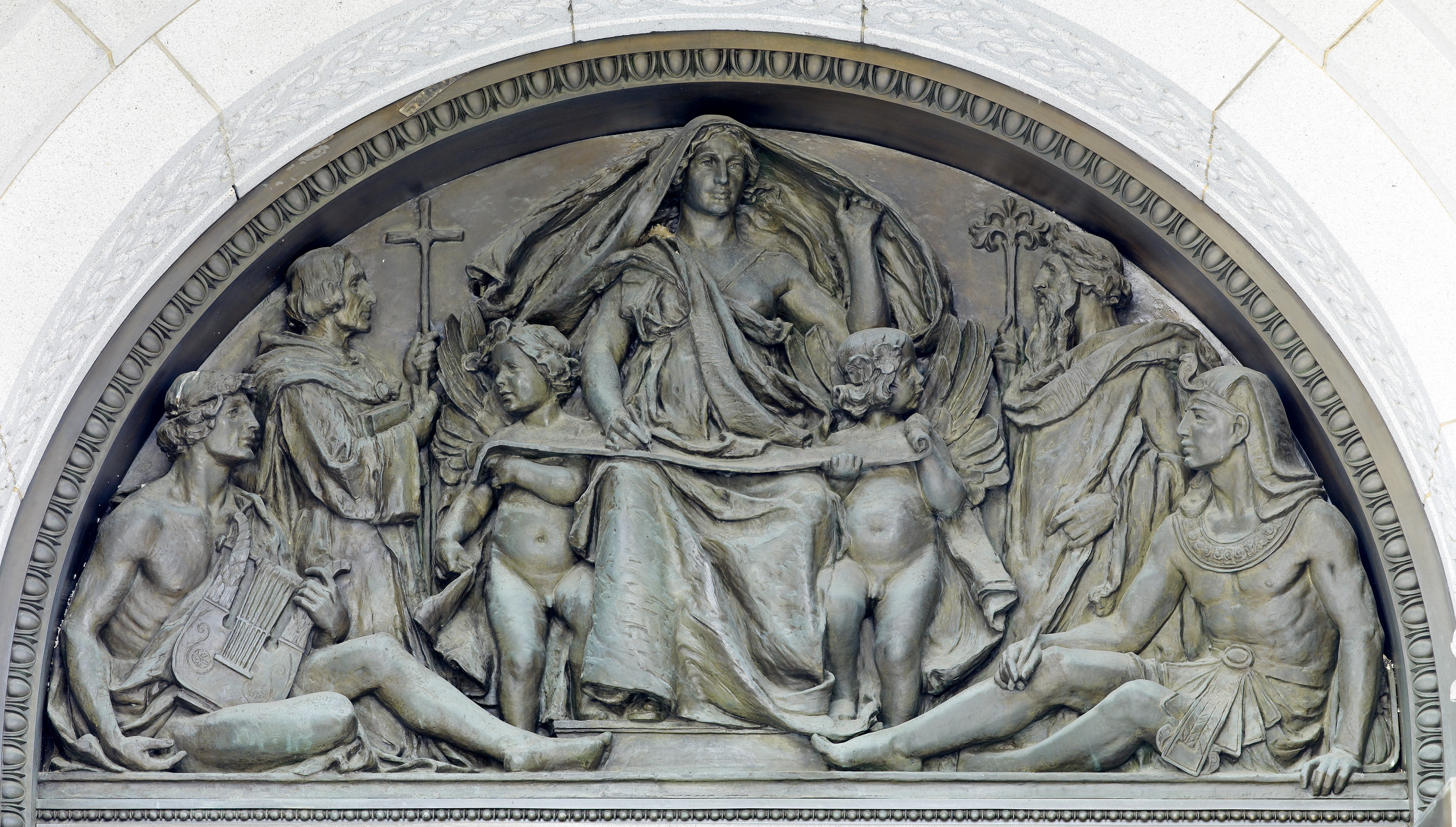
Bronze-Tympanum von Olin Levi Warner (1844–1896), das die Schrift über den Außenseiten der Haupteingangstüren darstellt, 1896.
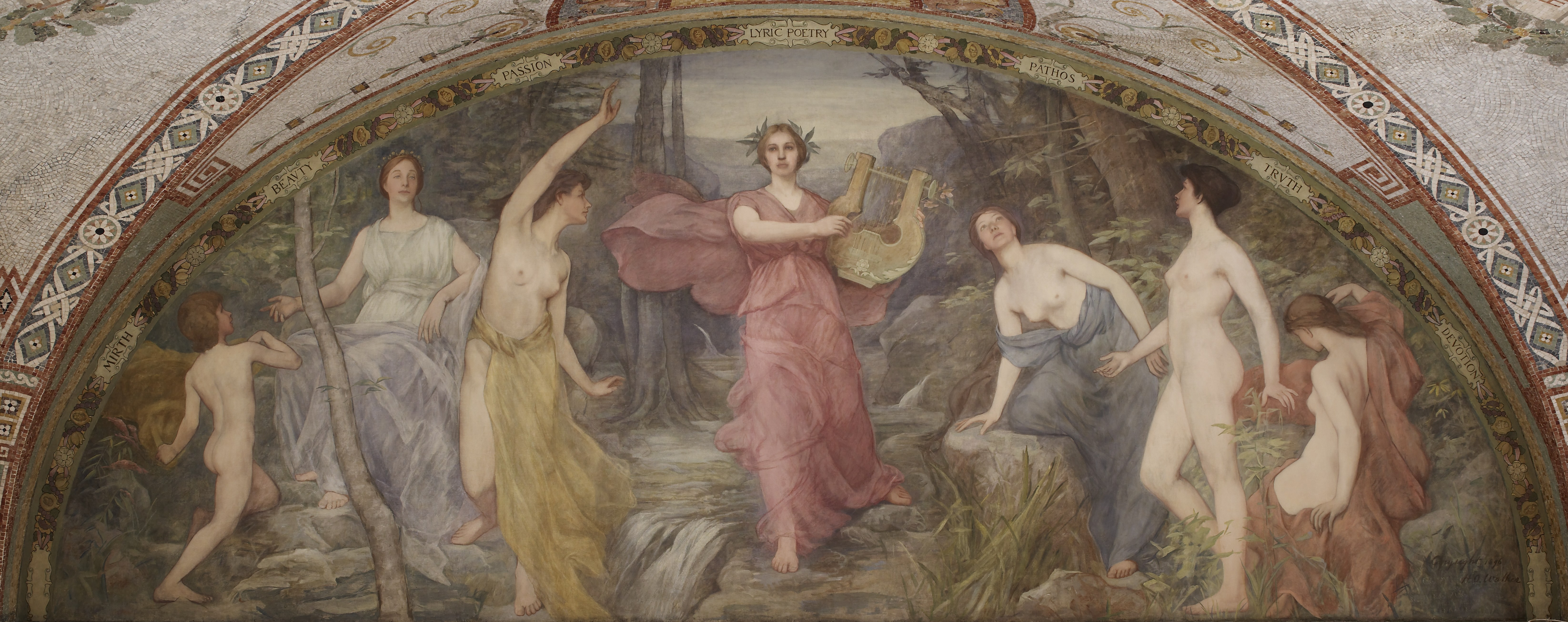
Henry Oliver Walker (1843–1829), Lyric Poetry, 1896.
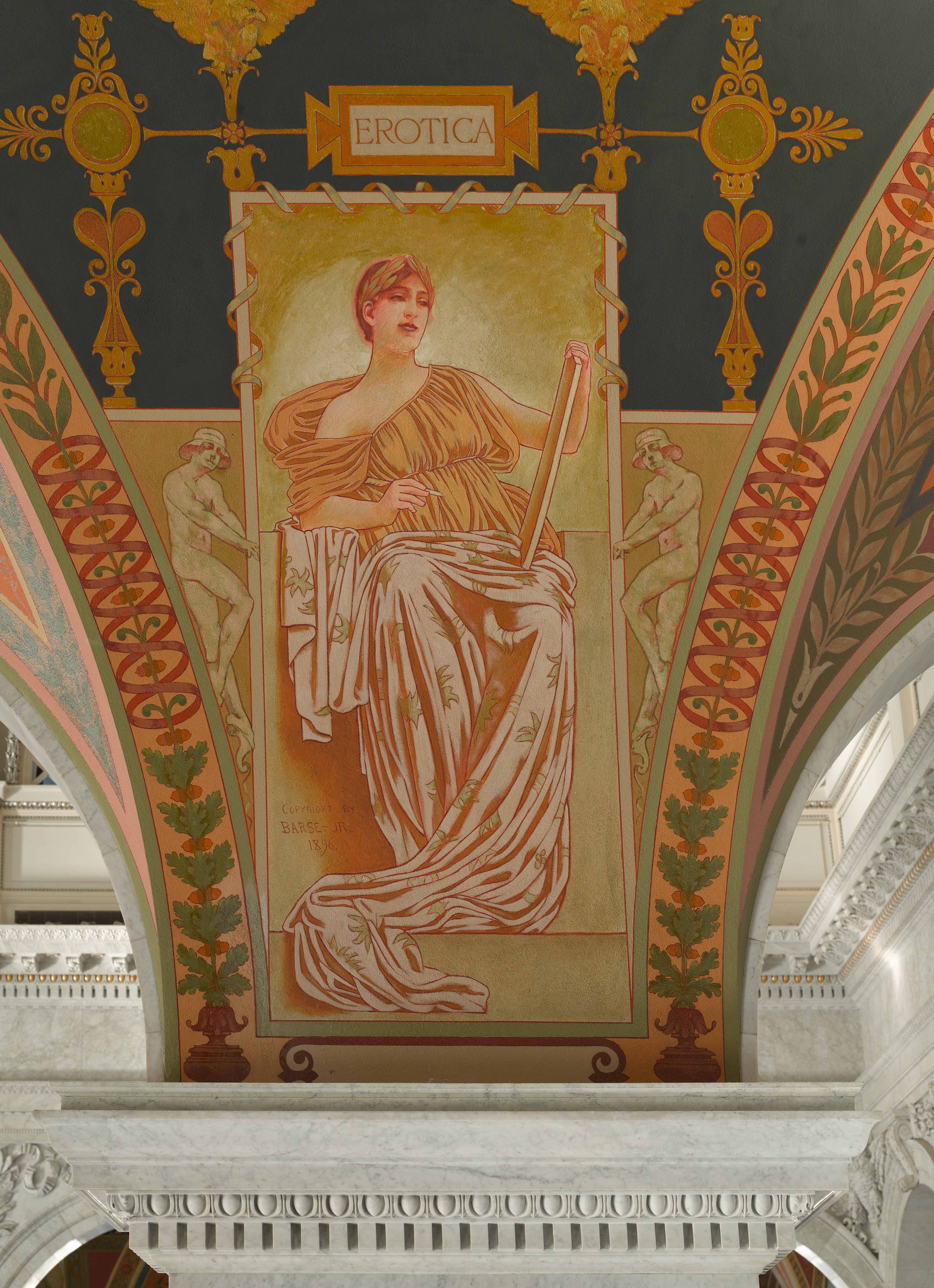
Erotica, eine der acht Tafeln, die Literatur von George Randolph Barse darstellen.
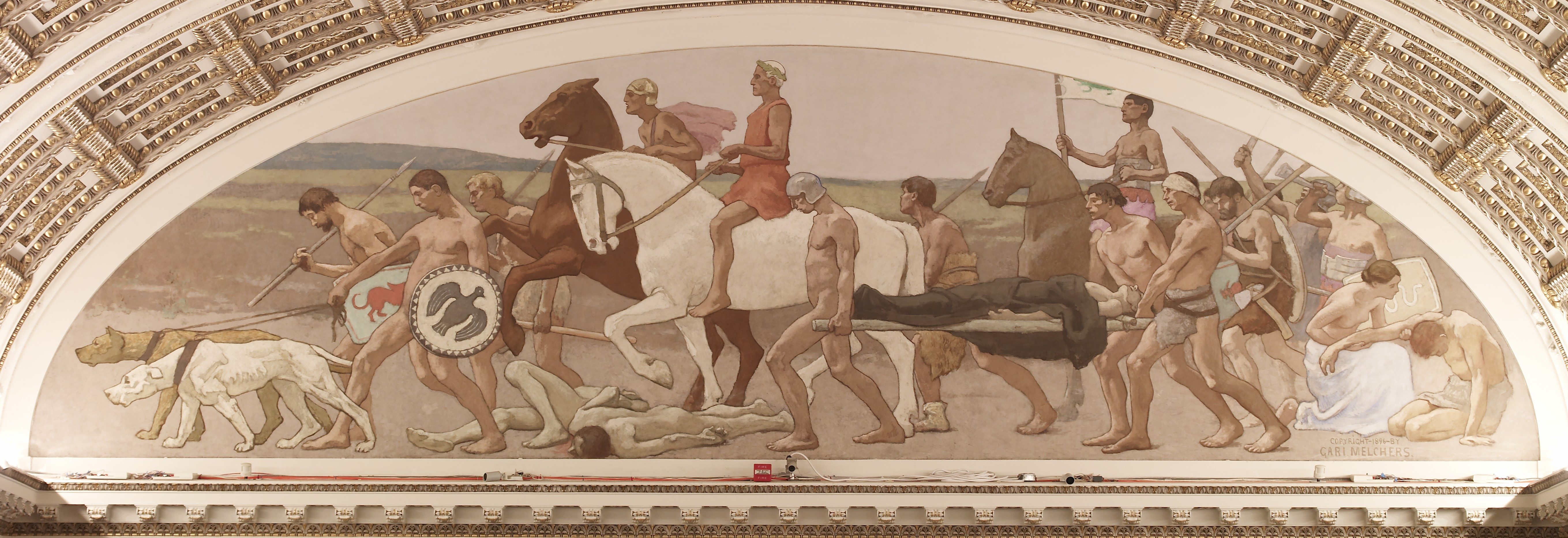
Gari Melchers, Mural of War, 1896.
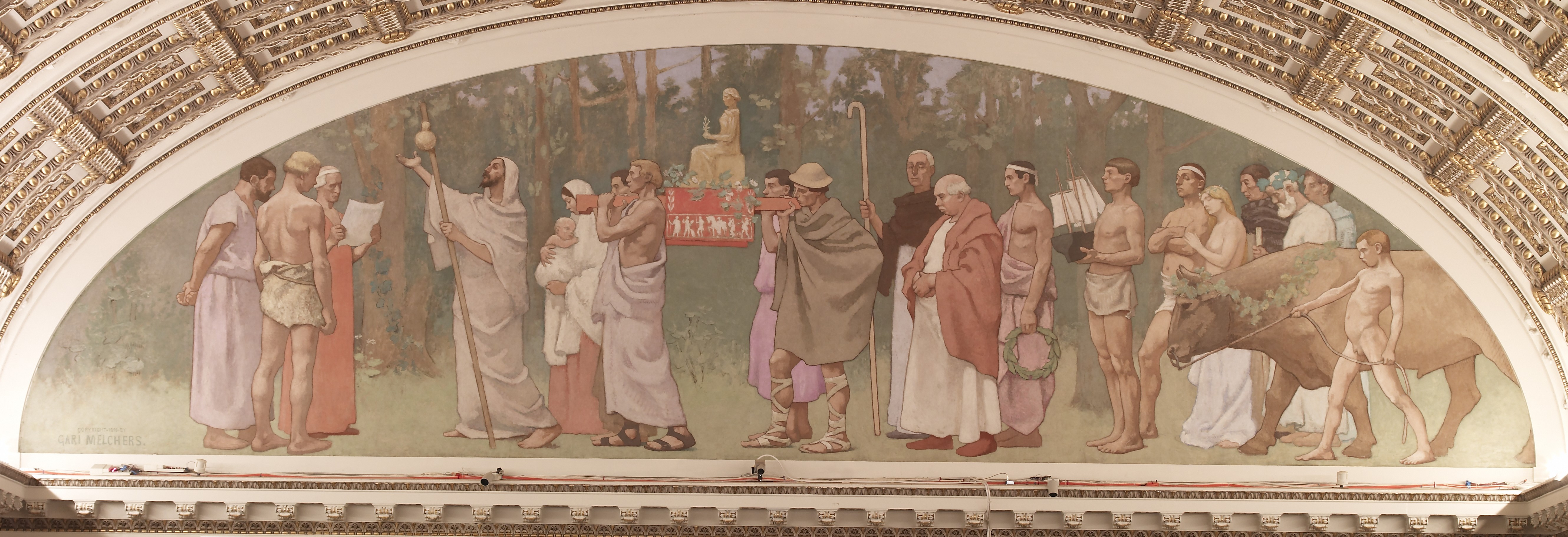
Gari Melchers, Mural of Peace, 1896.
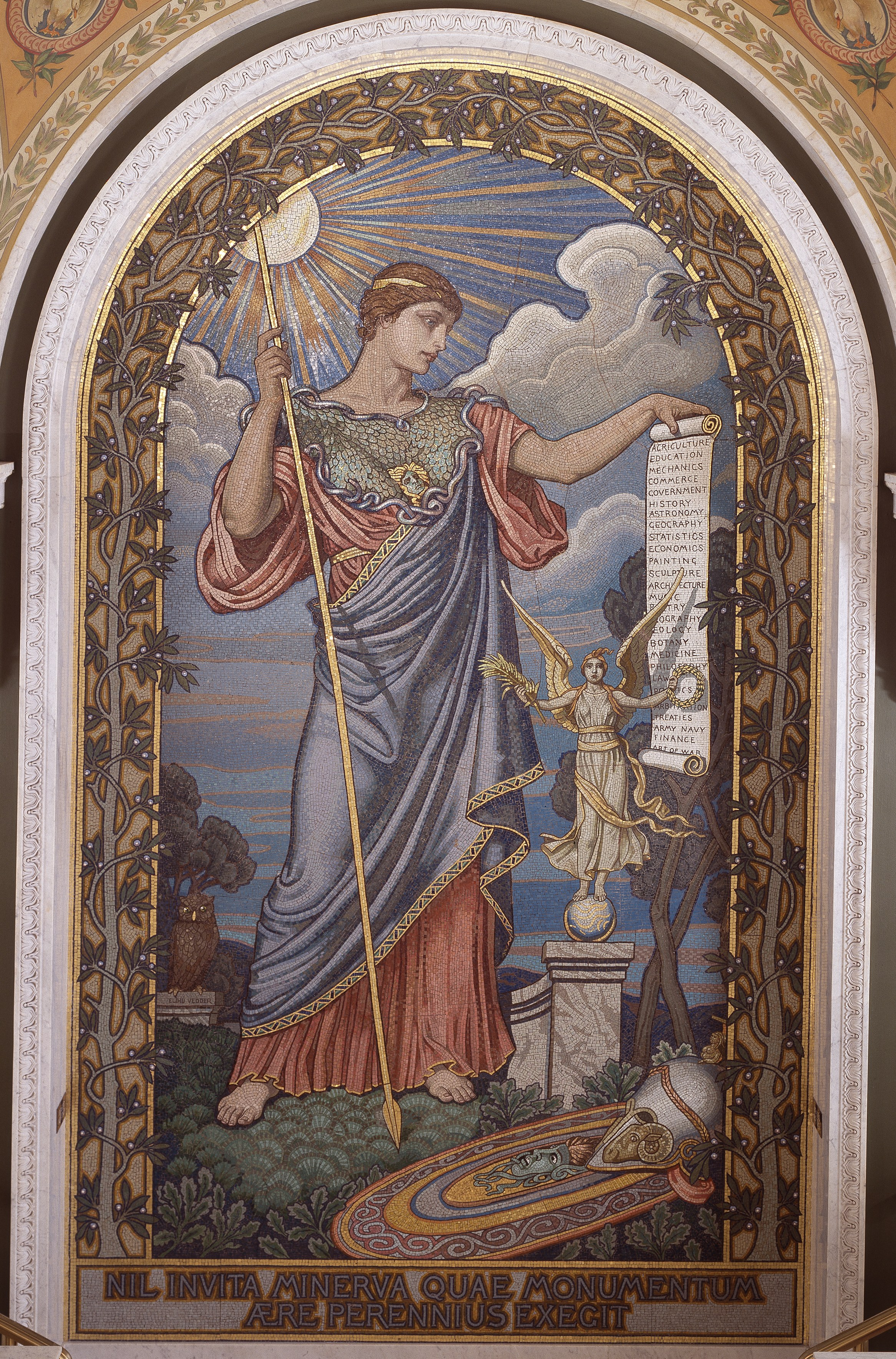
Elihu Vedder, Minerva of Peace, 1896.
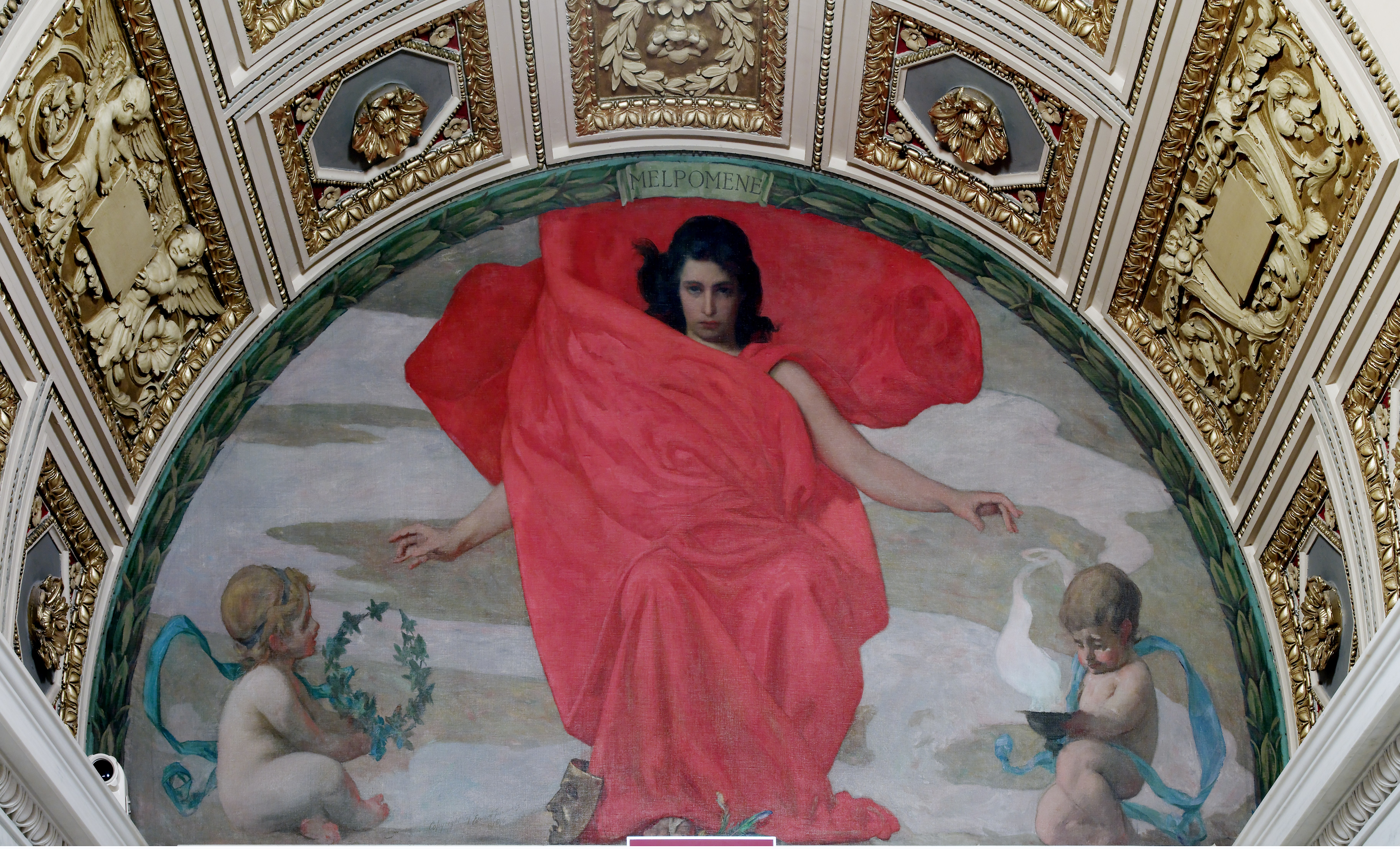
Edward Emerson Simmons (1852–1931), Melpomene, 1896.
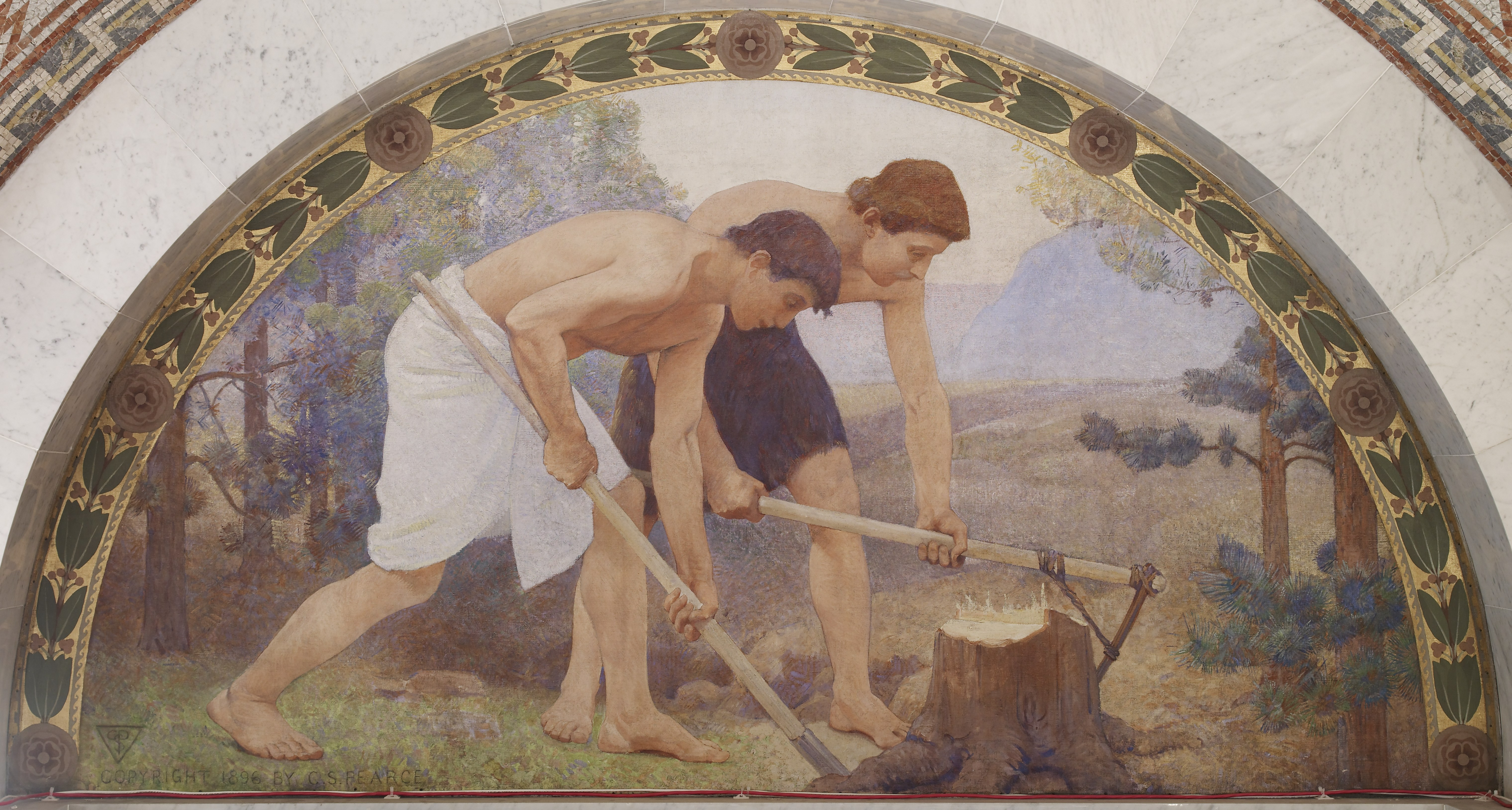
Charles Sprague Pearce, Labor, 1896.
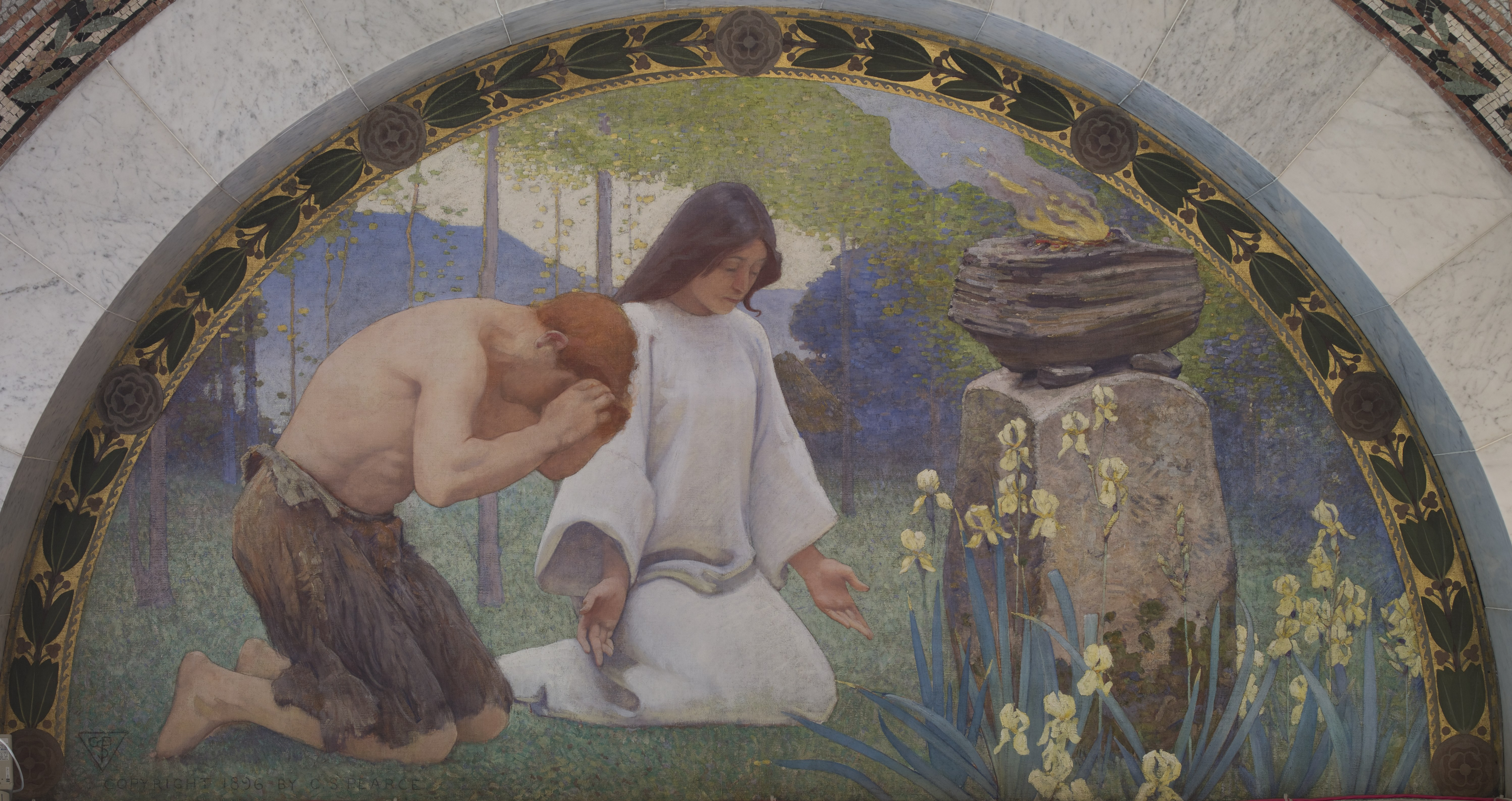
Charles Sprague Pearce, Religion, 1896.
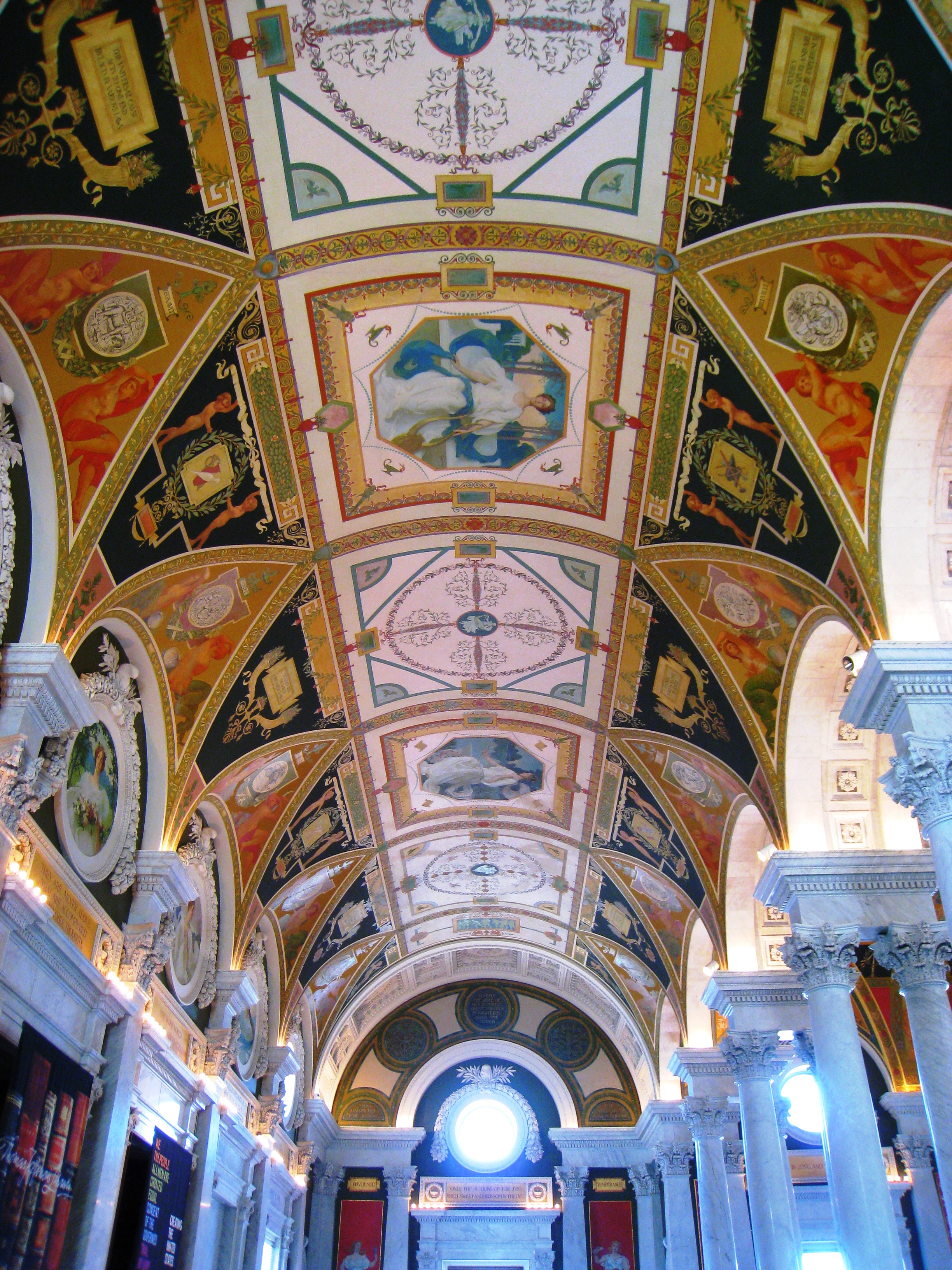
Wandmalereien im Korridor.
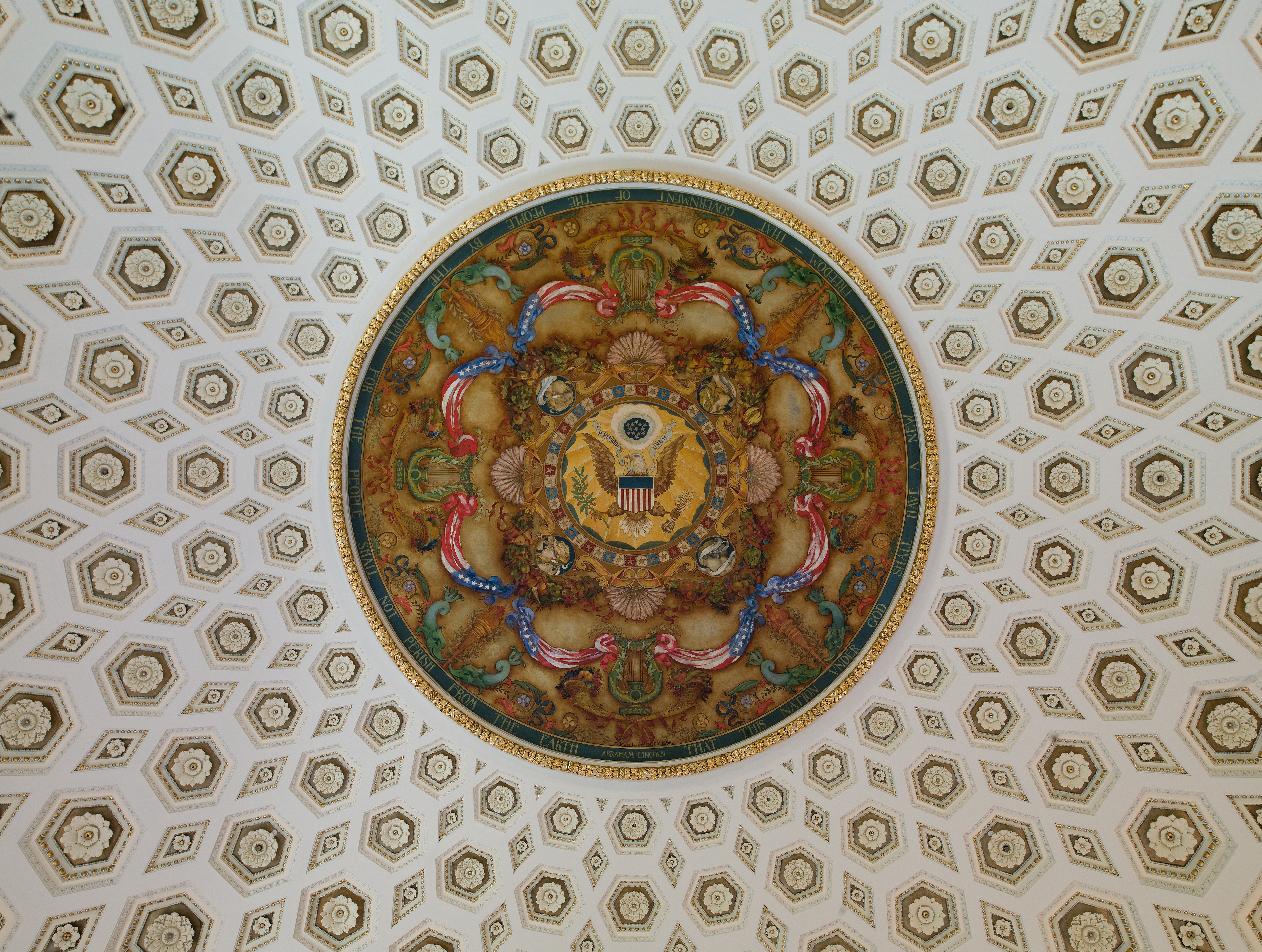
Wandmalerei von Elmer Ellsworth Garnsey (1862–1946) im Northeastern Pavilion.
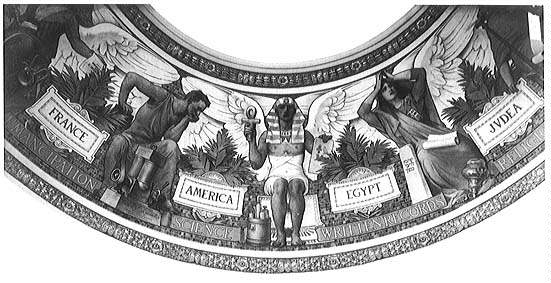
Abschnitt aus Edwin Blashfields (1848–1936) Evolution of Civilization, an der Kuppel über dem Hauptlesesaal, 1895.
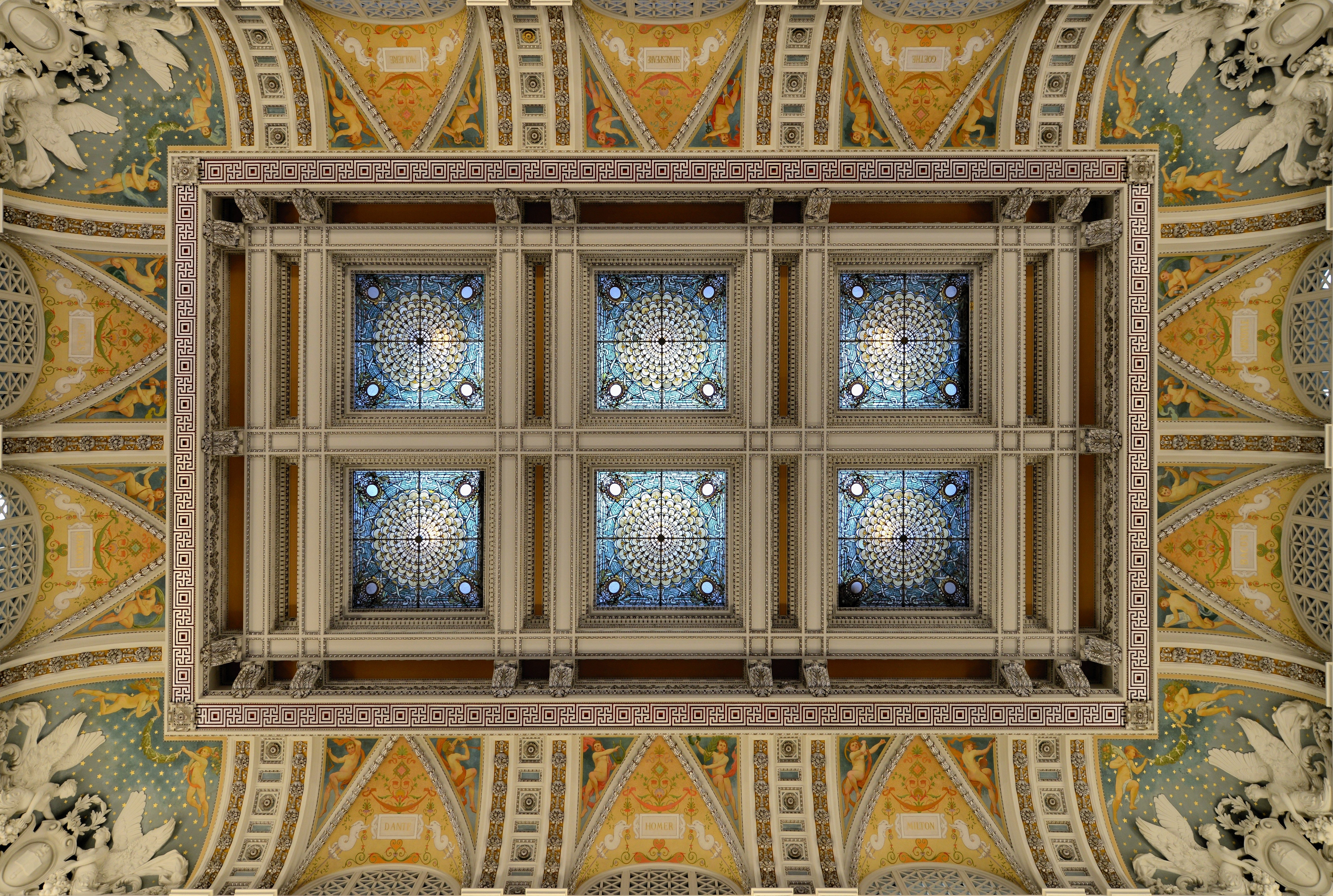
Decke der Großen Halle